# Błażejowice (powiat kędzierzyńsko-kozielski)
Błażejowice (dodatkowa nazwa w j. niem. Blaseowitz, w latach 1935-1945 Altweiler) – wieś w Polsce położona w województwie opolskim, w powiecie kędzierzyńsko-kozielskim, w gminie Cisek.
Od 1950 miejscowość administracyjnie należy do województwa opolskiego.

## Nazwa
Nazwa miejscowa Błażejowice pochodzi od imienia Błażej. Końcówka „ice” charakterystyczna jest dla słowiańskich nazw patronimicznych wywodzących się od patronów rodu.
Wieś Von Blazegowitz była wzmiankowana w 1440. W alfabetycznym spisie miejscowości na terenie Śląska wydanym w 1830 roku we Wrocławiu przez Johanna Knie miejscowość występuje pod polską nazwą Blażeowice oraz nazwą zgermanizowaną Blasewitz. Spis geograficzno-topograficzny miejscowości leżących w Prusach z 1835 roku notuje polską nazwę miejscowości Blasieowice oraz niemiecką Blaschewitz.
Obecnie używaną polską nazwę Błażejowice oraz zgermanizowaną Blazeowitz wymienia w 1896 roku śląski pisarz Konstanty Damrot w książce o nazewnictwie miejscowym na Śląsku.
Ze względu na polskie pochodzenie nazwy po dojściu do władzy w Niemczech narodowych socjalistów w latach 1935-1945 administracja III Rzeszy zmieniła nazwę na nową, całkowicie niemiecką - Altweiler.

## Historia
Od 1563 własność Nikolausa Lassota, a później hrabiów von Opperasdorf. Wieś ta położona jest w terenie pagórkowatym, w dolinie potoku Dzielniczka. W roku 1864 została wybudowana kaplica w środku wsi pod wezwaniem św. Jana.
Od pocz. XIX w. na wizerunku pieczęci gminnej chłop trzymający w obu rękach kosę.

## Komunikacja
W Błażejowicach znajduje się skrzyżowanie dwóch ważnych dróg wojewódzkich: 421 i 422. Do Błażejowic kursują także autobusy z dwóch województw śląskiego i opolskiego.